# Adam Bittner
Adam Bittner (* 19. Oktober 1777 in Dörnthal, Saazer Kreis; † 3. September 1844 in Leitmeritz) war ein böhmischer Astronom und Mathematiker.

## Leben und Werk
Nach dem Besuch des Jesuiten-Gymnasiums in Komotau begann Bittner 1796 ein Studium der Philosophie und Rechtswissenschaften an der Philosophischen Fakultät der Prager Universität. Im Jahre 1800 begann er eine Tätigkeit als Praktikant in der Prager Sternwarte im Clementinum und arbeitete später dort als Adjunkt. Zu Finanzierung seines Lebensunterhaltes gab Bittner an der Philosophischen Fakultät und der Ständischen Ingenieurschule Unterricht in praktischer Mathematik. 1802 wurde Bittner zum Supplentprofessor für Ingenieurwissenschaften an der Technischen Schule berufen und unterrichtete praktische Mathematik, Geometrie, Algebra und Arithmetik. 1805 erfolgte seine Dissertation. Im Zuge der Reorganisation der Technischen Schule berief ihn Franz Josef von Gerstner 1806 zum Professor für Mathematik. Dieses Amt hatte er bis 1836 inne. Zugleich unterrichtete Bittner auch Philosophie.
An der Prager Sternwarte arbeitete Bittner während dieser Zeit weiterhin in enger Zusammenarbeit mit deren Direktor Alois Martin David. Nach Davids Tod wurde Bittner zum Professor der Astronomie und der praktischen Geometrie an der Prager Universität berufen. 1837 trat Bittner auch die Nachfolge Davids als fünfter Direktor der Prager Sternwarte an.
Seine Beobachtungen von Sternbedeckungen, Finsternissen, Kometen und Planeten veröffentlichte Bittner im Berliner Astronomischen Jahrbuch, der Monatlichen Correspondenz und den Astronomischen Nachrichten.
Weiterhin war Bittner Herausgeber eines zweibändigen Handbuches der Mathematik, das in den Jahren 1814 und 1815 erschien. 1825 gab er eine geschichtliche Darstellung der Kometenastronomie heraus, 1833 folgte ein Band astronomischer Beobachtungen. Im Jahre 1833 erschien sein Werk Abhandlung über die Differenzialrechnung. Des Weiteren hielt Bittner mathematische Vorträge.
Sein Großneffe war der Geologe Alexander Bittner.

## Würdigung
Der am 15. November 1987 durch das Kleť-Observatorium entdeckte Kleinplanet 6596 erhielt ihm zu Ehren den Namen Bittner.